# Султан-Нигар-Ханым
Султан-Нигар Ханым — жена казахского хана Касыма.

## Биография
Султан-Нигар Ханым — четвёртая дочь хана Могулистана Йунуса и Шах-бигим Бадахши.
Во время разорения Ташкента Адик-Султан бежал от Шайбани-хана и ушел в Казахское ханство; Султан-Нигар Ханым последовала за ним. Когда Адик-Султан скончался, Касым-хан, связав узы бракосочетания, взял Султан Нигяр Ханым себе в жёны.